# Vila papyrů
Vila papyrů (italsky Villa dei Papiri, známá také jako Villa dei Pisoni a v původních archeologických záznamech jako Villa Suburbana) byla starověká římská vila v Herculaneu (dnes Ercolano) v jižní Itálii. Je pojmenována po své unikátní knihovně se sbírkou papyrů, objevené v roce 1750. Vila byla považována za jeden z nejluxusnějších domů v celém Herculaneu a v římském světě. To dokazuje její architektonické řešení a velké množství objevených vynikajících uměleckých děl, včetně fresek, bronzových a mramorových soch, které tvoří největší sbírku řeckých a římských soch, jaké byly kdy objeveny v jednotném komplexu.
Vila se nacházela na pobřeží pod sopkou Vesuv s výhledem na moře. Pravděpodobně ji vlastnil tchán Julia Caesara Lucius Calpurnius Piso Caesoninus. V roce 1908 Barker navrhl, že by vlastníkem mohl být arabský epikurejský filosof Filodemus z Gadary.
V roce 79 n. l. pokrylo celé Herculaneum až 30 m sopečného materiálu z pyroklastických toků z erupce Vesuvu. Herculaneum bylo poprvé odkryto v letech 1750 až 1765 Karlem Weberem pomocí tunelů. Název vily pochází z objevu její knihovny, jediné dochované knihovny z antické doby, která existuje v celém svém rozsahu. Obsahovala více než 1800 papyrusových svitků, karbonizovaných žárem erupce.
Většina vily je stále pod zemí, ale části byly vyčištěny od sopečných usazenin. Mnohé z nálezů jsou vystaveny v Národním archeologickém muzeu v Neapoli. Gettyho Villa v Los Angeles je reprodukcí vily papyrů.

## Rozložení
Vila se nachází pár set metrů od nejbližšího domu v Herculaneu. Přestože nyní leží ve vnitrozemí, před sopečnou erupcí v říjnu 79 n. l. stála stavba na pobřeží a rozkládala se na 250 m podél Neapolského zálivu. Z ostatních stran ji obklopovala uzavřená zahrada, vinice a lesy. Vila měla čtyři úrovně pod hlavním podlažím, uspořádané do teras s výhledem na moře. Nedávno bylo zjištěno, že hlavní patro bylo ve starověku 16 m nad hladinou moře.
Dispozice vily je rozšířenou verzí tradiční kampánské vily suburbany. Vcházelo se přes fauces a pokračovalo se do atria, které fungovalo jako vstupní hala a spojnice s jednotlivými částmi domu. Vchod se otevíral sloupovým portikem na straně přivrácené k moři.
Po průchodu skrz tablinum se člověk dostal k prvnímu peristylu s deseti sloupy po každé straně a s bazénem uprostřed. V této oblasti byly nalezeny bronzové hermy podle Doryfora od Polykleita a herma Amazonky, které vyrobil Apollonios, syn Archiase z Athén. Velkého druhého peristylu bylo možné dosáhnout průchodem přes velké tablinum, ve kterém byla pod propyleem archaická socha Athény Promachos. V interiéru tablina se nacházela sbírka bronzových bust, mezi nimi např. busta Scipia Africana.
Obytné a přijímací prostory byly seskupeny kolem portik a teras, což obyvatelům poskytovalo dostatek slunečního světla a výhled na krajinu a moře. V obytných místnostech byly odhaleny prostory lázní a knihovna karbonizovaných papyrových svitků umístěných uvnitř dřevěných capsae, některé z nich na dřevěných policích a kolem stěn a některé na dvou stranách sady polic uprostřed místnosti.
Součástí areálu byla velká plocha krytých i nekrytých zahrad pro procházky ve stínu nebo na slunci. Součástí zahrad byla galerie s bustami, hermami a malými mramorovými a bronzovými soškami. Ty byly rozmístěny mezi sloupy uprostřed otevřené části zahrady a na okrajích velkého bazénu.

## Umělecká díla
O luxusu vily svědčí mnohá umělecká díla, především velké množství vzácných bronzových soch, které se zde nacházejí. Ve vile se nacházela sbírka nejméně 80 soch vysoké kvality, mnohé nyní umístěné v Národním archeologickém muzeu v Neapoli. Mezi nimi je bronzový Sedící Hermes, nalezený ve vile v roce 1758. Kolem impluvia bylo 11 bronzových fontánových soch znázorňujících Satyry vylévajících vodu ze džbánu a Amorkek tryskající vodu z tlamy delfína. Další sochy a busty byly nalezeny v rozích kolem stěn atria.
Pět soch bronzových tančících žen v životní velikosti s dórským oděvem peplos v různých polohách a s vykládanýma očima jsou římskými kopiemi originálů z 5. století před naším letopočtem. Jsou zde také hydroforai čerpající vodu z fontány.

## Epikúreismus a knihovna
Majitel, snad Calpurnius Piso, zřídil ve vile knihovnu převážně filozofického charakteru. Předpokládá se, že knihovnu mohl shromáždit a vybrat Pisův rodinný přítel a klient, epikurejec Filodémos z Gadary, i když tento závěr není jistý. Epikúrova filozofie učila, že člověk je smrtelný, že vesmír je výsledkem náhody, že neexistuje žádný bůh prozřetelnosti a že kritérii dobrého života jsou potěšení a střídmost. Filodémovo spojení s Pisem mu poskytlo příležitost ovlivnit mladé studenty řecké literatury a filozofie, kteří se kolem něj shromáždili v Herculaneu a Neapoli. Velká část jeho práce byla objevena asi na tisíci papyrusových svitcích ve filozofické knihovně nalezené v Herculaneu. Filodémos svým stylem psaní překonal průměrný literární standard, o který usilovala většina epikurejců, a podařilo se mu ovlivnit nejučenější a nejvýznačnější Římany své doby. Žádná z jeho prozaických prací nebyla známa, dokud nebyly mezi troskami vily papyrů objeveny svitky papyrů s jeho dílem.
V době erupce Vesuvu v roce 79 n. l. byla cenná knihovna zabalena do beden připravených k přesunu do bezpečí a následně byla zaplavena pyroklastickým proudem a poté překryta cca 20–25 m vrstvou sopečného popela. Svitky sice zuhelnatěly, ale zachovaly se tím, jak popel ztvrdl a vytvořil tuf. Jde tak o jedinou dochovanou starověkou knihovnu.

## Vykopávky
Král Karel VII. Neapolský z rodu Bourbonů rozhodl o zahájení vykopávek po znovuobjevení Herculanea v roce 1738. Vykopávky v Herculaneum byly prováděny prostřednictvím kopání tunelů a prorážení zdí, ve snaze najít poklady, jako jsou obrazy, sochy a jiné ozdoby, které měly být vystaveny v Museu Herculanense, součásti královského paláce v Portici.
Vilu papyrů objevili v roce 1750 místní farmáři při kopání studny. Následující vykopávky na tomto místě vedl nejprve španělský vojenský inženýr a objevitel Pompejí a Herculanea Roque Joaquín de Alcubierre a později švýcarský inženýr Karl Jakob Weber, který pracoval pod Alcubierrem pro Karla VII. Zpočátku byly první svitky papyru, které byly objeveny v roce 1752, kvůli vysokému počtu ignorovány, poté Bernardo Tanucci poradil králi, aby je prostudoval. Král následně ustavil komisi pro studium papyrů.
Camillo Paderni, který se účastnil vykopávek a byl pravděpodobně první, kdo papyry přepsal, poznamenal v dopise z roku 1754, „…na pěti místech, kde jsme mohli očekávat, že se setkáme s bustami nebo sochami, kopali již před námi hledači pokladů a vzali je pryč. Zdá se, že metoda, kterou řídili své pátrání, byla tato: tam, kde byla půda docela snadno zpracovatelná, ji prokopali, a kde se setkali s pevnou lávou, nevynakládali nadměrné úsilí. Ale ať už jim chyběly peníze nebo ruce, rozhodně svůj záměr nedotáhli k dokonalosti; to je zřejmé ze soch, které jsme našli."
Vykopávky byly zastaveny v roce 1765 kvůli stížnostem obyvatel žijících nad nimi. Přesná poloha vily se pak na dvě století ztratila. V 80. letech 20. století započaly práce na znovuobjevení vily studiem dokumentace z 18. století o vstupech do tunelů a v roce 1986 byl proveden průlom přes starověkou studnu. Zásyp z některých tunelů byl odstraněn, aby bylo možné znovu prozkoumat vilu, když se zjistilo, že části vily, které přežily dřívější vykopávky, jsou stále pozoruhodné co do množství a kvality.
Výkop k odkrytí části vily byl proveden v 90. letech a odhalil jejím dvě dříve neobjevená nižší patra s freskami in situ. Ty byly nalezeny podél jihozápadně orientované terasy vysoké asi 4 metry. První řadu místností ležících pod podloubím dokládala řada pravoúhlých otvorů podél fasády.

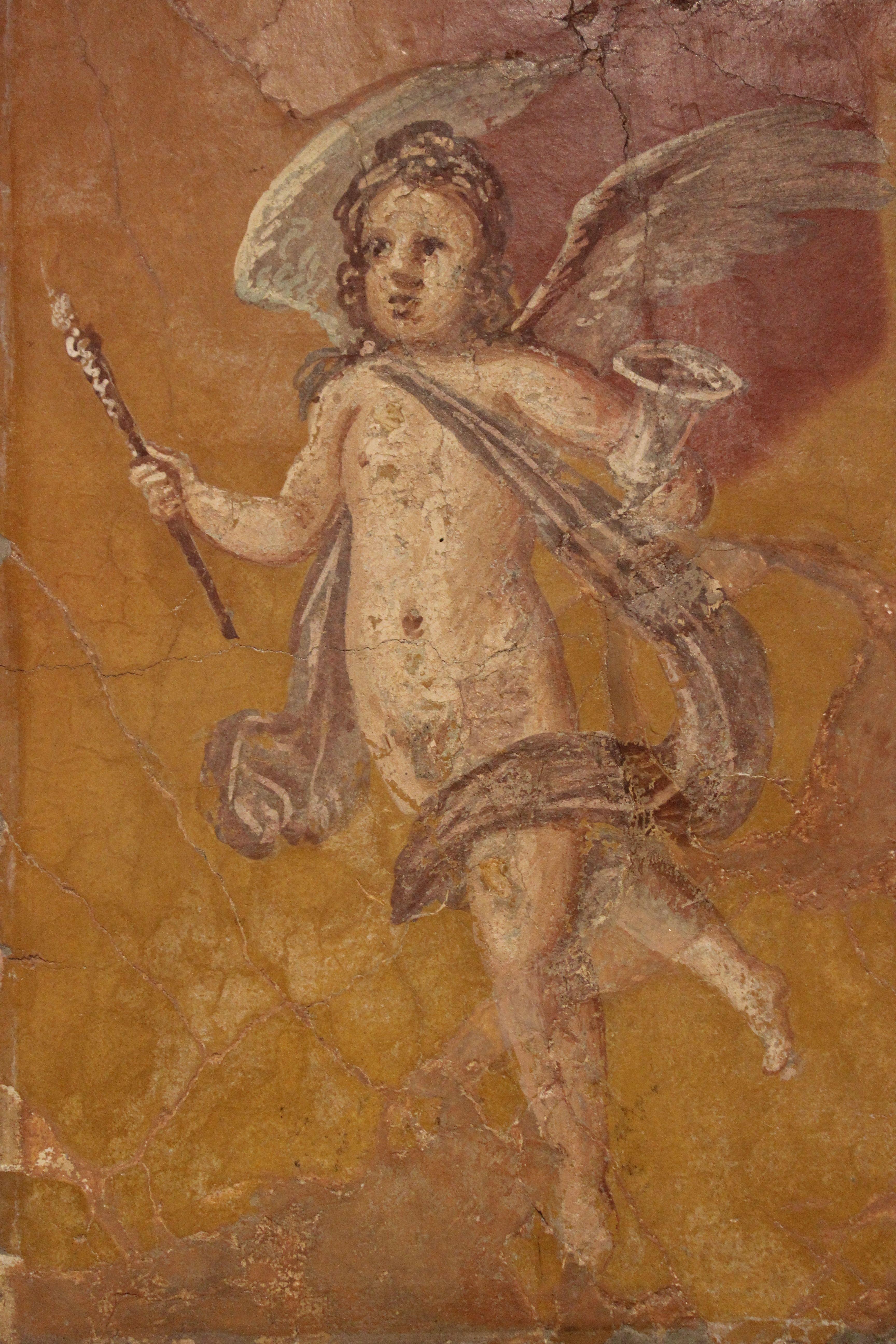
Freska z vily

Omezené vykopávky byly na místě znovu zahájeny v roce 2007, aby se ochránily pozůstatky objevených vyřezávaných částí dřeva a nábytku ze slonoviny. Od té doby tam měla veřejnost omezený přístup.
V roce 2012 zbývalo stále 2 800 m2 k vytěžení. Zbytek místa nebyl vykopán, protože italská vláda upřednostňuje konzervaci před vykopávkami a chrání to, co již bylo odkryto. David Woodley Packard, který financoval konzervační práce v Herculaneu prostřednictvím svého Packard Humanities Institute, řekl, že pravděpodobně bude schopen financovat výkop vily papyrů, když s tím úřady budou souhlasit; na místě však nebudou povoleny žádné práce, dokud nebude dokončena zpráva o proveditelnosti, která se připravovala několik let. První část zprávy se objevila v roce 2008, ale neobsahovala žádný časový harmonogram ani projekce nákladů, protože rozhodnutí o dalším výkopu je politické. Vykopávky pod obydlenými oblastmi jsou považovány za politickou otázku, včetně blíže nespecifikovaných odkazů na zapojení mafie.
Pomocí multispektrálního zobrazování, techniky vyvinuté na počátku 90. let, je možné spálené papyry přečíst. Metoda spočívá v tom, že je pořízeno mnoho snímků nečitelných papyrů pomocí různých filtrů v infračervené nebo ultrafialové oblasti, jemně vyladěných tak, aby zachytily určité vlnové délky světla. Lze tedy nalézt optimální spektrální část pro rozlišení inkoustu od papíru na zčernalém povrchu papyru.
Má se za to, že nedestruktivní CT skeny poskytnou průlom ve čtení křehkých neotevřených svitků, aniž by je při tom zničily. V této linii výzkumu byly získány povzbudivé výsledky, které využívají rentgenové zobrazování s fázovým kontrastem. Podle autorů „tento průkopnický výzkum otevírá nové vyhlídky nejen pro mnoho dosud neotevřených papyrů, ale také pro další, které dosud nebyly objeveny, možná včetně druhé knihovny latinských papyrů na nižší, dosud neprozkoumané úrovni vily".

## Muzeum Jeana Paula Gettyho
V roce 1970 najal ropný miliardář J. Paul Getty architektonickou firmu Langdon a Wilson, aby vytvořila repliku vily papyrů, která by sloužila jako muzeum pro jeho sbírku starožitností.
Na základě Weberových plánů zveřejněných v Le Antichità di Ercolano bylo muzeum postaveno na jeho ranči Malibu v letech 1972–74. Architekt konzultant Norman Neuerburg a kurátor Gettyho starožitností Jiří Frel úzce spolupracovali s Gettym a architekty na přesnosti návrhu budovy muzea.
Vzhledem k tomu, že Vila papyrů nebyla při vykopávkách zcela odkryta, Neuerburg navrhl mnoho architektonických a krajinářských detailů vily, inspirován jinými starověkými římskými domy ve městech Pompeje, Herculaneum a Stabiae. Například mozaiková fontána v peristylu zahrady muzea kopíruje fontánu v Nymfeu Domu Velké fontány v Pompejích.
V roce 1997 bylo Gettyho muzeum přemístěno do Gettyho centra dále od pobřeží. Vila Malibu byla zrekonstruována a znovu otevřena v roce 2006. Gettyho Villa, jak se nyní nazývá, slouží jako přístavba věnovaná expozici starožitností muzea a jako centrum pro studium starověkého umění.

## V moderní literatuře
Několik scén v bestselleru Roberta Harrise Pompeje se odehrává ve Vile papyrů těsně předtím, než ji zachvátila erupce. Vila je zmíněna jako vlastnictví římského aristokrata Pedia Casca a jeho manželky Rectiny. (Plinius Mladší se zmiňuje o Rectině, kterou nazývá manželkou Tascia, v dopise 16 knihy VI svých Listů) Na začátku erupce se Rectina připravuje na evakuaci knihovny a posílá naléhavou zprávu svému starému příteli Pliniovi staršímu, který velí římskému námořnictvu v Misenu na druhé straně Neapolského zálivu. Plinius se okamžitě vydává na válečnou loď a dostane se na dohled vily, ale erupce mu zabrání přistát a zachránit Rectinu a její knihovnu.

## Umělecká díla

### Socha z vily
Podle publikace Ethel Ross Barker z roku 1908 Pohřbené Herculaneum se ve vile nalezly busty Athény Gorgolofy, Pallas Athény, Apollóna, Amazonky, Dionýsa nebo Platóna (Poseidona?), dále tam byl Doryforos, Merkur, Homér, Ptolemaios Alexander (Alexandr Veliký?), Ptolemaios Philadelphus, Ptolemaios Soter I (Seleucus Nicator I), mytologičtí Danaidové a další.

### Ilustrace
Ilustrace obsahovaly scény s Hlavou s ověnčenou helmou (Pyrrhos z Epiru ?), Archimedes (Archidamus III ?), Attilius Regulus (Filetairus z Pergamu ?), Pseudo-Seneca (Philetas of Cos ?), Berenice, Hérakleitos, Ptolemaios Lathyrus, Ptolemaios Soter II, Sapfó, válečník v helmě, Scipio Africanus, hlava vestálky (neznámá žena), Hannibal nebo Juba a hlava s čelenkou. 

### Fresky
Fresky zobrazovaly vítězství Thesea nad Minotaurem, Telefa kojeného laní, Chirona učícího Achilla hře na lyru, Persea zabíjejícího Medusu, dále vozataje a papyry.